# Give It All
"Give It All" é uma canção do grupo punk norte-americano Rise Against.
É o primeiro single do terceiro álbum de estúdio Siren Song of the Counter Culture.
A canção também está presente nas bandas sonoras dos jogos Need for Speed Underground 2 , FlatOut 2 e Rock Band 2.

## Desempenho nas paradas musicais
| Parada musical (2005)              | Posição |
| ---------------------------------- | ------- |
| Estados Unidos - Alternative Songs | 37      |